# 硬脂精
硬脂精是甘油的三硬脂酸酯类，为动物脂肪的组成成分之一。也叫硬脂酸甘油酯或三硬脂酸甘油酯。

## 性质
无色无味无臭结晶或粉末。不溶于水、乙醚和里格罗因（ligroin），溶于乙醇、氯仿、二硫化碳。可在酸或碱溶液中水解为硬脂酸和甘油。与氢氧化钠作用得到硬脂酸钠。

## 制备
制备硬脂精时一般是以脂肪作为原料，经高压蒸煮、盐析和分离而得到。

## 用途
用于肥皂、化妆品和蜡烛的生产，制假象牙、胶粘剂，纺织品上浆和皮革加脂等。